# Tonganosaurus
Tonganosaurus é um gênero de dinossauro saurópode do Jurássico Inferior da China. Há uma única espécie descrita para o gênero Tonganosaurus hei.